# Pasipha mbya
Pasipha mbya ist eine Art der zu den Landplanarien zählenden Unterfamilie Geoplaninae. Sie wurde in Argentinien gefunden.

## Merkmale
Der Körper von Pasipha mbya ist länglich mit parallelen Rändern und weist als Präparat eine Länge von bis zu 47 Millimetern auf. Das Vorderende ist abgerundet, während das Hinterende spitz zuläuft. Die Rückenfärbung ist dunkelgrau mit einem breiten gelben Längsstreifen in der Mitte, der ein paar Millimetern hinter dem Vorderende beginnt, ca. ein Viertel der Körperbreite ausmacht und auf dem viele kleine schwarze Punkte verteilt sind. Der gelbe Streifen wird von zwei schmalen schwarzen Banden gerahmt. Die Bauchseite ist hellgrau gefärbt. Die vielen Augen verteilen sich um das Vorderende in einer Reihe, weiter hinten verteilen sie sich zunächst in zwei, danach in vier bis fünf Reihen zum Rücken hin. Ab der Region des Kopulationsorgans verlaufen sie weniger zahlreich wieder in einer Reihe entlang der Körperränder bis zum Hinterende.
Dem Kopulationsorgan fehlt ein permanenter Penis, stattdessen ist ein langes, gefaltetes Atrium genitale vorhanden. Die Prostatavesikel liegen außerhalb der das Fortpflanzungsorgan ummantelnden Muskulatur und sind in zwei Teile unterteilt. Der weibliche Fortpflanzungskanal ist bauchseitig mit der Geschlechtshöhle verbunden. Das männliche Atrium ist zweieinhalb- bis viermal so lang wie das weibliche.

## Verbreitung
Die Art wurde im Urugua-í Wildlife Reserve und im Iguazú National Park in der argentinischen Provinz Misiones gefunden.

## Parasiten
Pasipha mbya wird von Larven von Fadenwürmern parasitiert. Diese wurden unter anderem im Parenchym der vorderen Körperregion gefunden.

## Etymologie
Das Artepitheton mbya ist ein Bezug auf das indigene Volk der Mbyá, das in den subtropischen Regenwäldern der Provinz Misiones lebt.